# Katja Rupé
Katja Rupé (Munic, 18 de setembre de 1949) és una actriu i directora de cinema alemanya.

## Biografia
Després de graduar-se a l'escola secundària, va assistir a l'escola Otto Falckenberg a Munic.
Posteriorment, va ser una de les cofundadores del grup de teatre Rote Rübe, per al qual va treballar fins al 1977 com a actriu, autora i directora. El col·lectiu Rote Rübe va ser un col·lectiu de teatre d'esquerres de Múnic als anys 70, fundat per estudiants de teatre. Les gires amb aquest grup la van portar a França, als teatres de Nancy, Estrasburg, Lió i París, en particular el Théâtre des Bouffes-du-Nord.
Es va donar a conèixer al gran públic l'any 1973 a Ein unheimlich starker Abgang de Michael Verhoeven, en la qual va interpretar el paper principal. Interpreta diversos personatges de la sèrie alemanya Derrick, Ein Fall für zwei, Die Kommissarin.
El 1979, va rebre el Chaplin-Schuh, un premi atorgat a actors alemanys el símbol dels quals és una fosa de bronze de les sabates originals de Charlie Chaplin.

## Teatre
- 1986 : Oncle Vania d'Anton Txèkhov, Théâtre de l'Est Parisien

## Filmografia
- 1973 : Ein unheimlich starker Abgang de Michael Verhoeven (telefilm) : Sonja
- 1974 : Münchner Geschichten (sèrie de televisió, episodi: "Dreiviertelreife") : Katja
- 1974 : Output de Michael Fengler : Anna
- 1975 : Wandas Paradies de Christa Maar (telefilm) : Wanda
- 1976 : Sternsteinhof d'Hans W. Geißendörfer : Leni
- 1977 : Kleinhoff Hotel de Carlo Lizzani : Petra
- 1978 : Flammende Herzen de Walter Bockmayer : Magda Weberscheid
- 1978 : Das andere Lächeln de Robert van Ackeren (telefilm) : Irma
- 1978 : Deutschland im Herbst (+ direcció)
- 1978 : 1982: Gutenbach de Michael Verhoeven (telefilm) : Hilde Rust
- 1979 : Derrick (sèrie de televisió, episodi: "Factor L") : Dr. Irmgard Minz
- 1980 : Endstation Freiheit de Reinhard Hauff : Eva
- 1982 : Herr Herr de Nicolas Gessner (telefilm) : Jenny Herr
- 1983 : {Kiez – Aufstieg und Fall eines Luden de Walter Bockmayer : Heinke
- 1983 : La Rançon de Yvan Butler (telefilm) : Christina Müller
- 1983 : Bolero de Rüdiger Nüchtern : Lena Hirt
- 1984 : Les Favoris de la lune d'Otar Iosseliani : Claire
- 1985 : Betrogen d'Harun Farocki : Anna Mewis
- 1986 : La seconda notte de Nino Bizzarri : Cantant
- 1987 : Unser Mann im Dschungel de Peter Stripp i Rudolf Steiner : Sabine Kehlmann
- 1988 : Cirkus Humberto (sèrie de televisió) : Anežka
- 1989 : Il colpo de Sauro Scavolini (telefilm) : Valeria
- 1992 : Der Fotograf oder Das Auge Gottes (sèrie de televisió, 1 episodi)
- 1993 : Ein Fall für zwei (sèrie de televisió, episodi: "L’Homme derrière le rideau") : Angela Winter
- 1994 : Ein unvergeßliches Wochenende (sèrie de televisió, episodi: "Ein unvergeßliches Wochenende in Sevilla") : Emily
- 1995 : Die Kommissarin (sèrie de televisió, episodi: "Le Mort dans la cabane") : Isabel Schneider
- 2001 : Café Meineid (sèrie de televisió, episodi: "Ein weites Feld") : Christine Lanzinger
- 2001 : Ein Fall für zwei (sèrie de televisió, episodi: "L'âme du chasseur") : Frau Camphausen
- 2002 : Schloßhotel Orth (sèrie de televisió, episodi: "Verirrte Gefühle") : Marietta Freistadt
- 2004 : Daniel – Der Zauberer d'Ulli Lommel : L’àvia
- 2011 : Dreiviertelmond de Christian Zübert : Christa Mackowiak